# Alexander Henderson (fotograf)

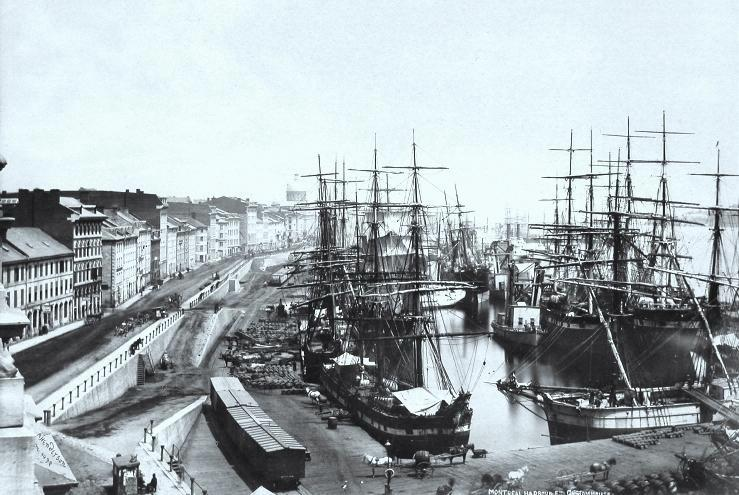
Montrealský přístav od Custom House, asi 1872

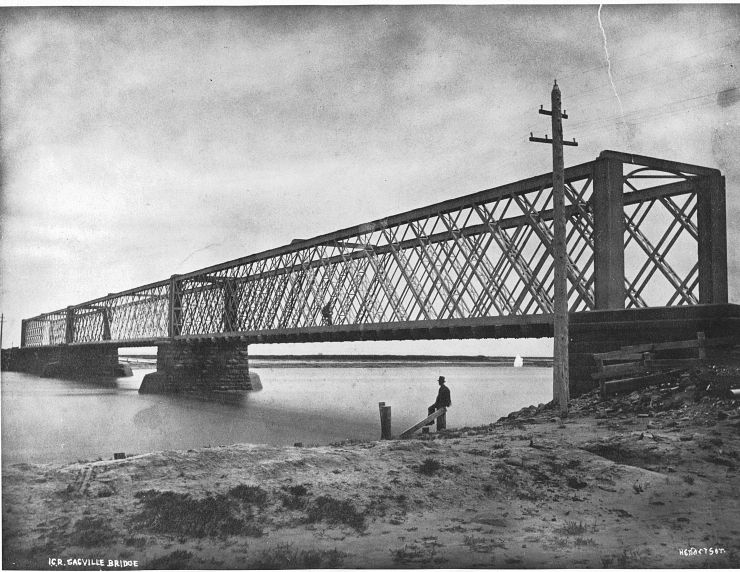
Most Intercolonial Railway u Sackville, New Brunswick, asi 1875

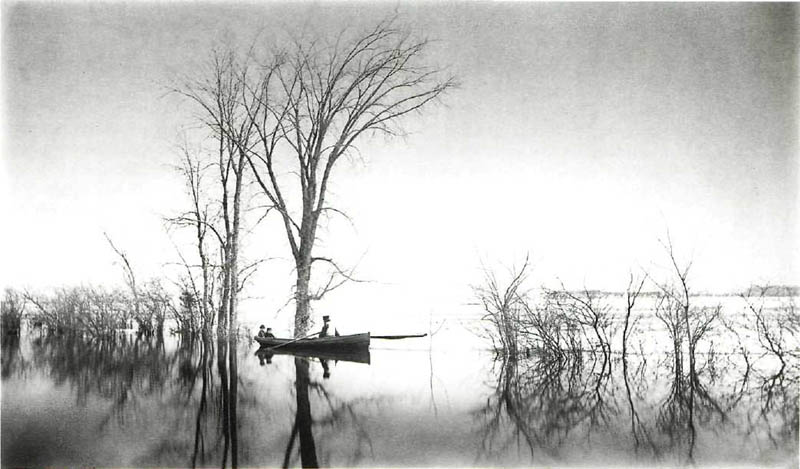
Jarní záplavy na St. Lawrence, 1865

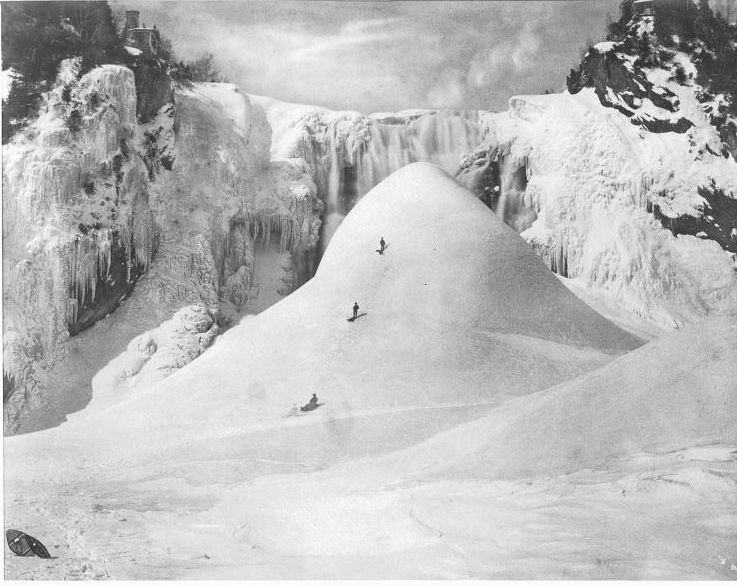
Ledový kužel, Montmorency Falls, Québec, 1876

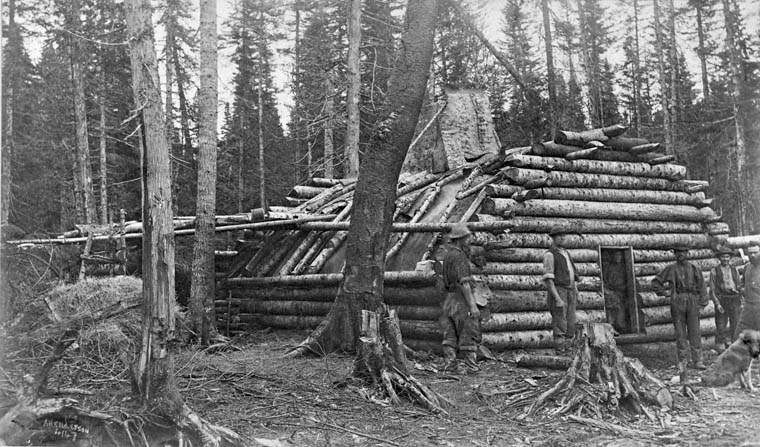
„Intercolonial Railway. Labourers shanty. Tartigou River, Québec“, 1871/1875

Alexander Henderson (1831 Skotsko – 4. dubna 1913 Montreal) byl kanadský fotograf skotského původu. Je známý především svými fotografiemi krajiny, ale i života ve městě; dokumentoval jej v Québecu a Ontariu, stejně jako stavební projekty vznikající ve své době podél železničních tratí. Velká část jeho fotografického díla byla ztracena.

## Fotograf
Henderson fotografii objevil kolem roku 1857 a brzy se jí začal amatérsky věnovat. V září 1859 se stal členem amerického klubu Stereoscopic Exchange Club, což byla skupina fotografů, kteří si navzájem vyměňoval stereoskopické fotografie. Jeho první známé záběry z let 1858/1859 ukazují Beloeil Mountain v blízkosti Mont Saint-Hilaire a zimní panorama Montrealu. Hendersonovy fotografie z těchto let svědčí o jeho rychlém zrání, a to jak technickém, tak i uměleckém.
Brzy poté opustil svou předchozí kariéru a věnoval se výhradně fotografii. Asi v roce 1866 nebo 1867 si otevřel vlastní fotografické studio v Montrealu a prosazoval se jako portrétista a krajinářský fotograf. Podle některých zdrojů portréty pořizoval pouze do 70. let, ale jedná se jen o menší významnou práci. Větší význam jeho díla spočívá ve fotografické dokumentaci rušné městské scény a zejména v jeho krajinářských fotografiích, a pravděpodobně v zimním období.
Mezi jeho přátele a pracovní kolegy patřili dnes již známí fotografové. Mezi nimi například William Notman, se kterým podnikl už v roce 1860 fotografický výlet k Niagarským vodopádům. Oba byli mezi zakládajícími členy uměleckého sdružení Art Association of Montreal a patřili do fotografického klubu Montreal Amateur Photographic Club. V roce 1865 experimentovali s hořčíkovým bleskem.
V 60. a 70. letech cestoval přes Quebec a Ontario a výlety do přímořských provincií a na poloostrov Labrador. Během těchto expedic vznikly fotografie nedotčeného životního prostředí, stejně jako stavby mostů a železnic, jejichž cílem byl rozvoj těchto oblastí, ale často došlo také k jejich zničení. Navštívil větší města i mnoho menších měst v těchto regionech. Zvláštní zalíbení našel v krajině poblíž řek, jako je řeka Blanche, Rouge River a Riviére du Lièvre, po které se vydal v kánoi. V roce 1870 publikoval dvě ilustrované knihy s názvem Photographs of Montreal (Fotografie Montrealu), ze které jedna prezentuje město v létě a druhá v zimě.
Henderson představil své práce pravidelně před širší veřejností. Byl jedním z mála kanadských fotografů své doby, kteří byli uznáváni za hranicemi své země. Podílel se na výstavách v Londýně, v Edinburghu, Dublinu, Paříži, New Yorku a Philadelphii a opakovaně dostával čestná uznání. Na dvou výstavách E. & H. T. Anthony & Company za své záběry krajin získal v letech 1877/1878 první cenu. Na Světové výstavě v Paříži roku 1878 získal stříbrnou medaili.
Okolo roku 1872 Henderson cestoval podél proudu řeky Sv. Vavřince a dokumentoval stavbu železnice Intercolonial Railway (ICR). V roce 1875 pak pořídil rozsáhlou fotografickou dokumentaci téměř dokončené železniční trati mezi Montrealem a Halifaxem. Železnice byla od té doby jeho hlavním zákazníkem. Pro společnost Quebec, Montreal, Ottawa and Occidental Railway v roce 1876 fotografoval mosty na trase mezi Montrealem a Ottawou. V období 1882–1884 zaznamenával mosty, které byly postaveny firmou Dominion Bridge Company Limited pro železnice Canadian Pacific Railway (CPR).
V roce 1885 cestoval na účet KPR na Západ až na Rogers Pass v Britské Kolumbii. Při této příležitosti fotografoval jak výstavbu železničních tratí, tak i horské krajiny. V dubnu 1892 Henderson převzal nabídnutou pozici vedoucího nově vzniklého fotografického oddělení společnosti CPR. Ve stejném roce se opět vydal do Britské Kolumbie a zajímal se tentokrát o Pacifik. Z mnoha fotografií pořízených během jeho cest na Západě však přežilo jen málo z nich.

### Pozdější roky a pozůstalost
V roce 1897 se Henderson odhodlal k odpočinku. Po následující dekádu a půl nejsou známé žádné jeho fotografické záběry. Jeho dopisy z tohoto období naznačují, že se vzdal fotografie úplně.
Alexander Henderson zemřel dne 4. dubna 1913 v Montrealu ve věku 82 let. Na jeho užitečnou práci ve fotografii bylo v této době do značné míry opomenuto – v nekrolozích nebyla uvedena. Dědicové nevěnovali jeho uměleckému dědictví žádnou pozornost. Jediný přeživší potomek, jeho vnuk,
na počátku 50. let zničil rozsáhlou sbírkou Hendersonových skleněných negativů uloženou ve sklepě v drtiči odpadu.
Znovuobjevení Hendersonova díla začalo v 60. letech. V roce 1973 připravilo McCord-Museum v Montrealu první malou výstavu jeho fotografií.
Kromě osmi mokrých kolódiových desek, které opatruje fotografický archiv Notmanova muzea, se již nedochovaly žádné další originální Hendersonovy negativy. Jeho dílo je dnes známé především díky několika stům grafických listů a některých alb, které jsou ve sbírkách McCordova muzea, archivu a knihovny Library and Archives Canada a dalších kanadských a britských institucí.
Henderson byl jedním ze čtyř fotografů, které společnost Canada Post v roce 1989 zvěčnila na sérii poštovních známek u výročí "150 let kanadské fotografie".

## Charakteristika jeho díla
Hendersonovy rané fotografie krajin ukazují silný vliv anglické krajinomalby na jeho práci. Na rozdíl od někdy křiklavých realistických fotografií jeho přítele Notmana, preferoval Henderson romantické pastorální scény. I když příroda byla jeho oblíbené téma, většinu svých snímků věnoval lidské činnosti, jako je lámání ledu na zamrzlé řece nebo přepravě stromů lemujících řeku v kánoi.
To mohlo sloužit ke zlepšení marketingu fotografií. Díky vysokým nákladům a výdajům na zařízení, existovalo v té době velmi málo amatérských fotografů a turisté si fotografické suvenýry z cest kupovaly od profesionálních fotografů. Hendersonovy fotografie ukazují populární syžety jako například těžba a přeprava dřeva, parní lodě, železnice a vodopády, provedené s pečlivou kompozicí a mistrnou prací se světlem
Henderson své fotografie pořizoval ve městech nebo malých vesnicích, a zobrazuje na nich často přeplněné ulice a trhy v centru. Zdokumentoval celou řadu lidských činností, jako je práce se dřevem a pracovníky železničních staveb a tyto fotografie jsou cenným zdrojem sociálních dějin. Také jeho fotografie staveb odhaluje jeho umělecké dovednosti. Naproti tomu jsou jeho záběry z portrétního ateliéru zajímavé jen málo.
Zatímco Henderson zpočátku používal papírové negativy a občas experimentoval s mokrými kolodivými deskami, přešel postupně k dokonalejší technice suchého želatinového procesu. Pro tisk svých fotografií používal téměř vždy albuminový papír.

## Galerie

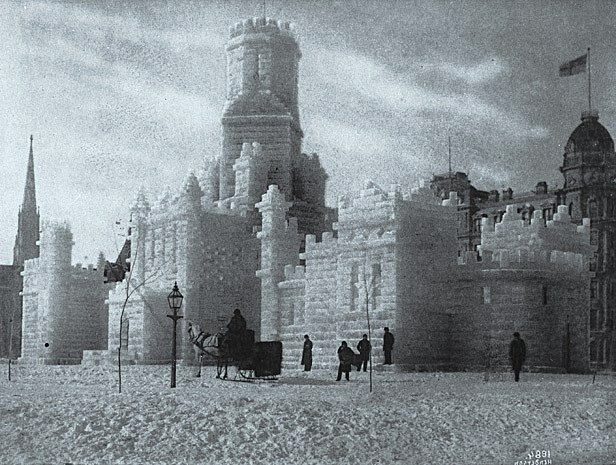
Ledový palác, 1884
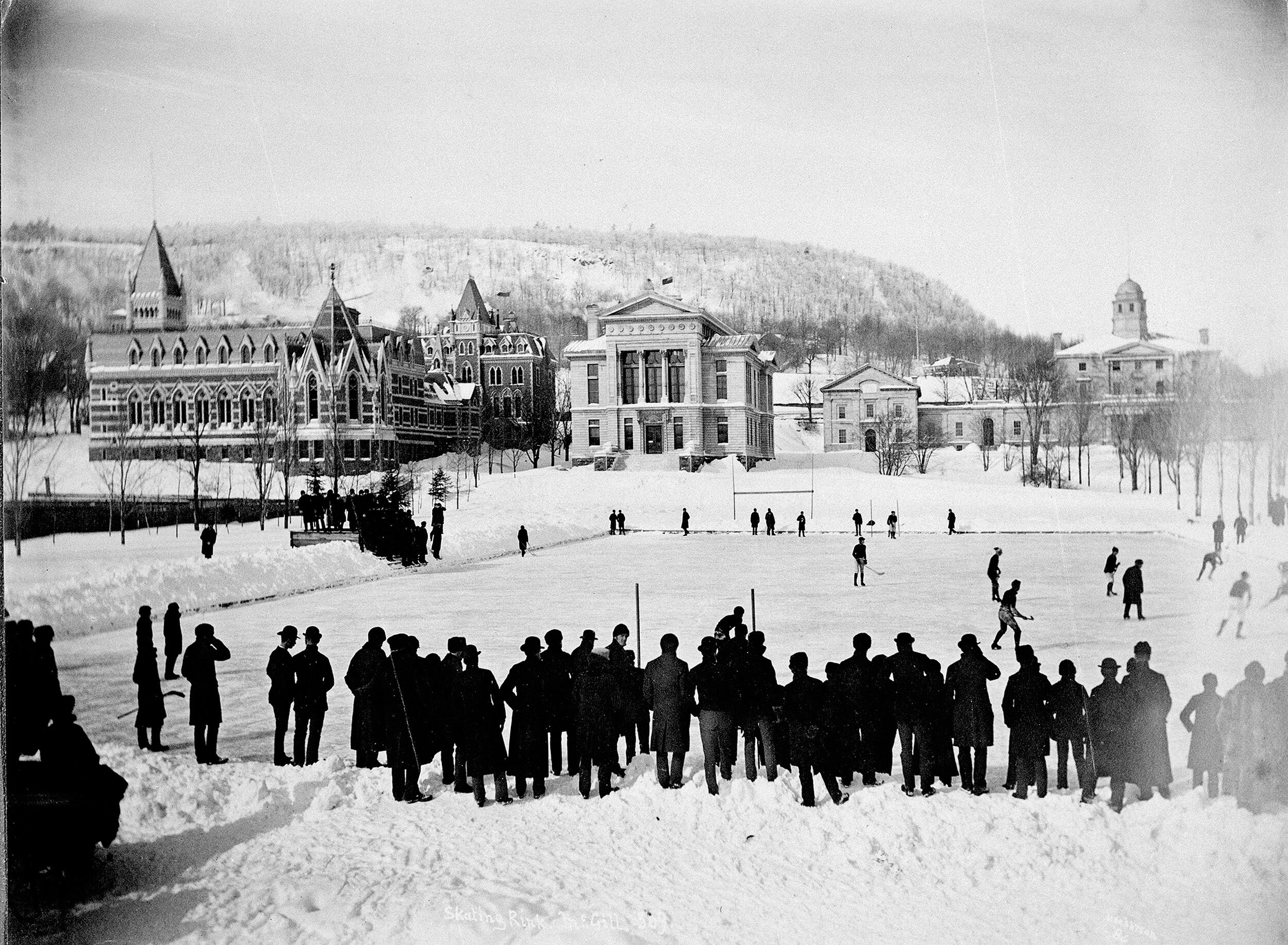
Lední hokej na McGill University, 1884
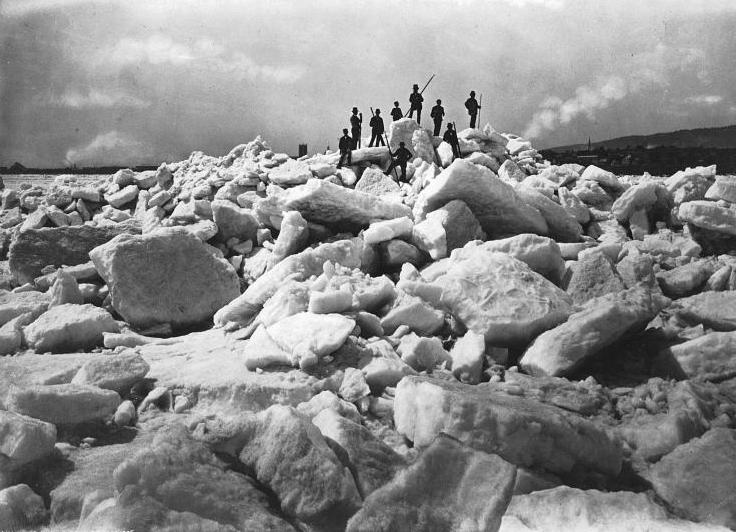
Kry na Ronde Montreal, 1875
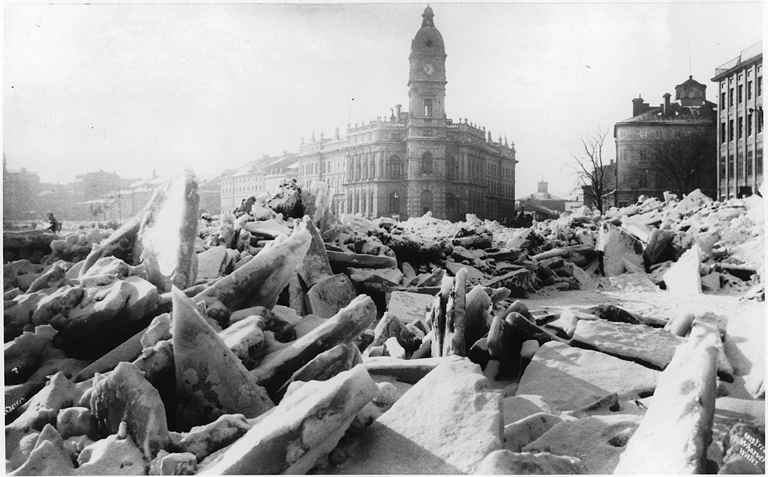
Kry, 1870
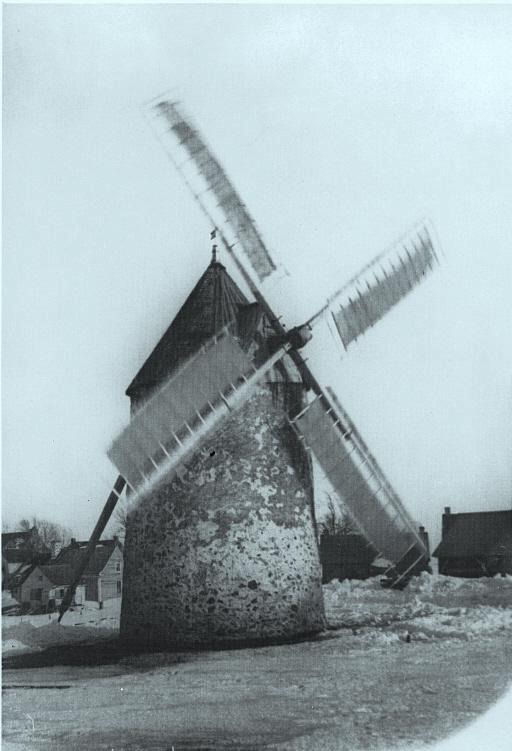
Moulin Vercheres, 1865
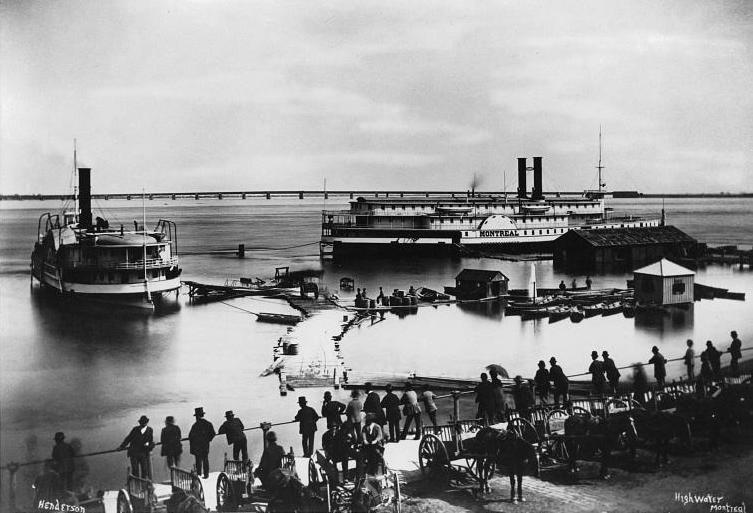
Přístav Montreal
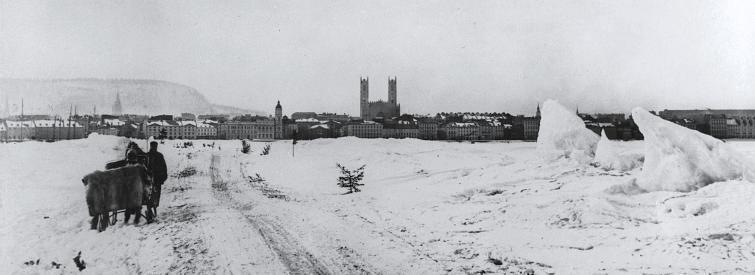
Montreal, 1870
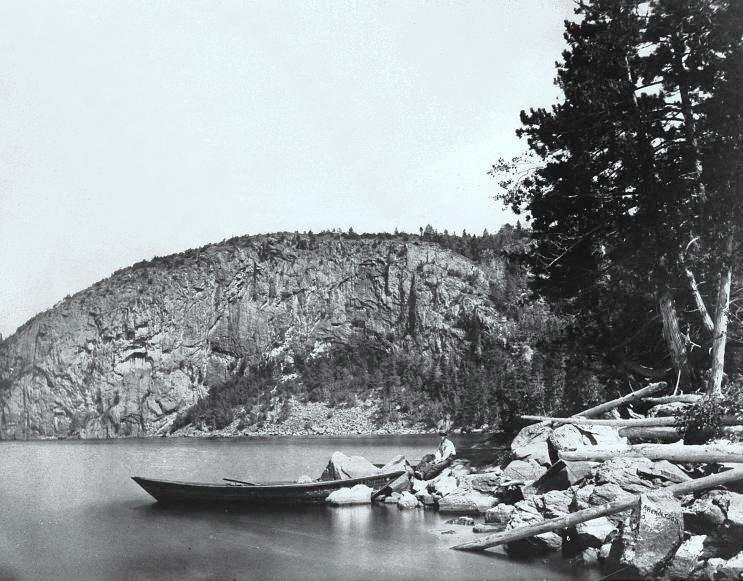
Rocher Oiseau Outaouais, 1870
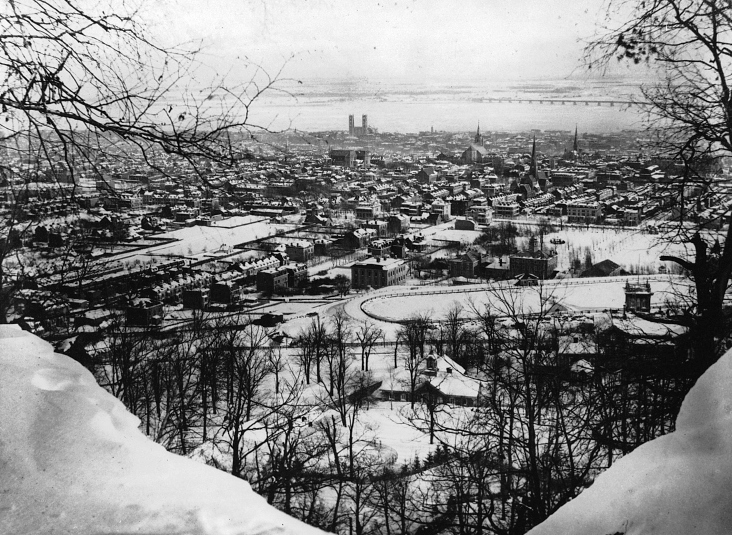
Montreal, 1870
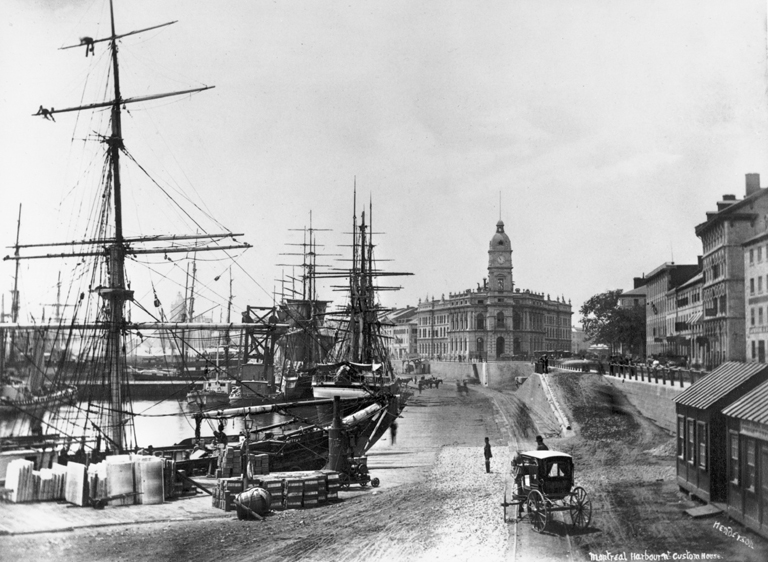
Montreal, 1870
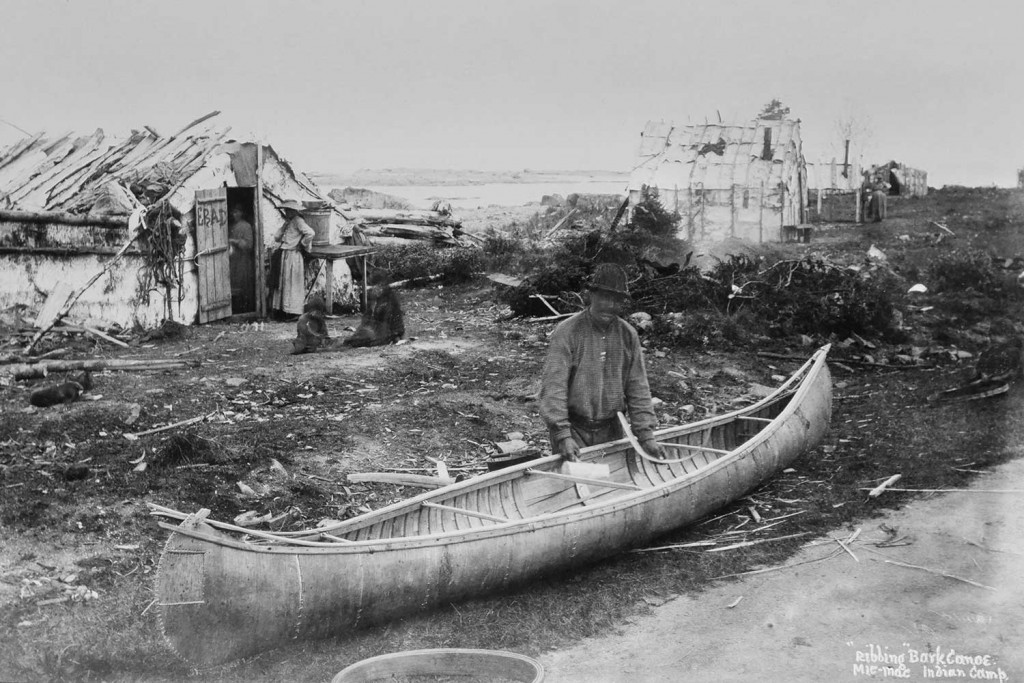
Stavba kanoe, asi 1870